# 采根巴赫河
49°50′28.6″N 10°56′21″E / 49.841278°N 10.93917°E
采根巴赫河是德國的河流，位於該國東南部，由巴伐利亞負責管轄，屬於雷格尼茨河的右支流，河道全長12.1公里，發源自施特魯倫多夫以東，河口處在佩特施塔特以北。